# Zdory
Zdory (deutsch Sdorren, 1938 bis 1945 Dorren) ist ein Dorf in der polnischen Woiwodschaft Ermland-Masuren und gehört zur Gmina Pisz (Stadt- und Landgemeinde Johannisburg) im Powiat Piski (Kreis Johannisburg).

## Geographische Lage
Zdory liegt am Nordufer des Sexter Sees (polnisch Jezioro Seksty) in der östlichen Woiwodschaft Ermland-Masuren, zehn Kilometer nordwestlich der Kreisstadt Pisz (deutsch Johannisburg).

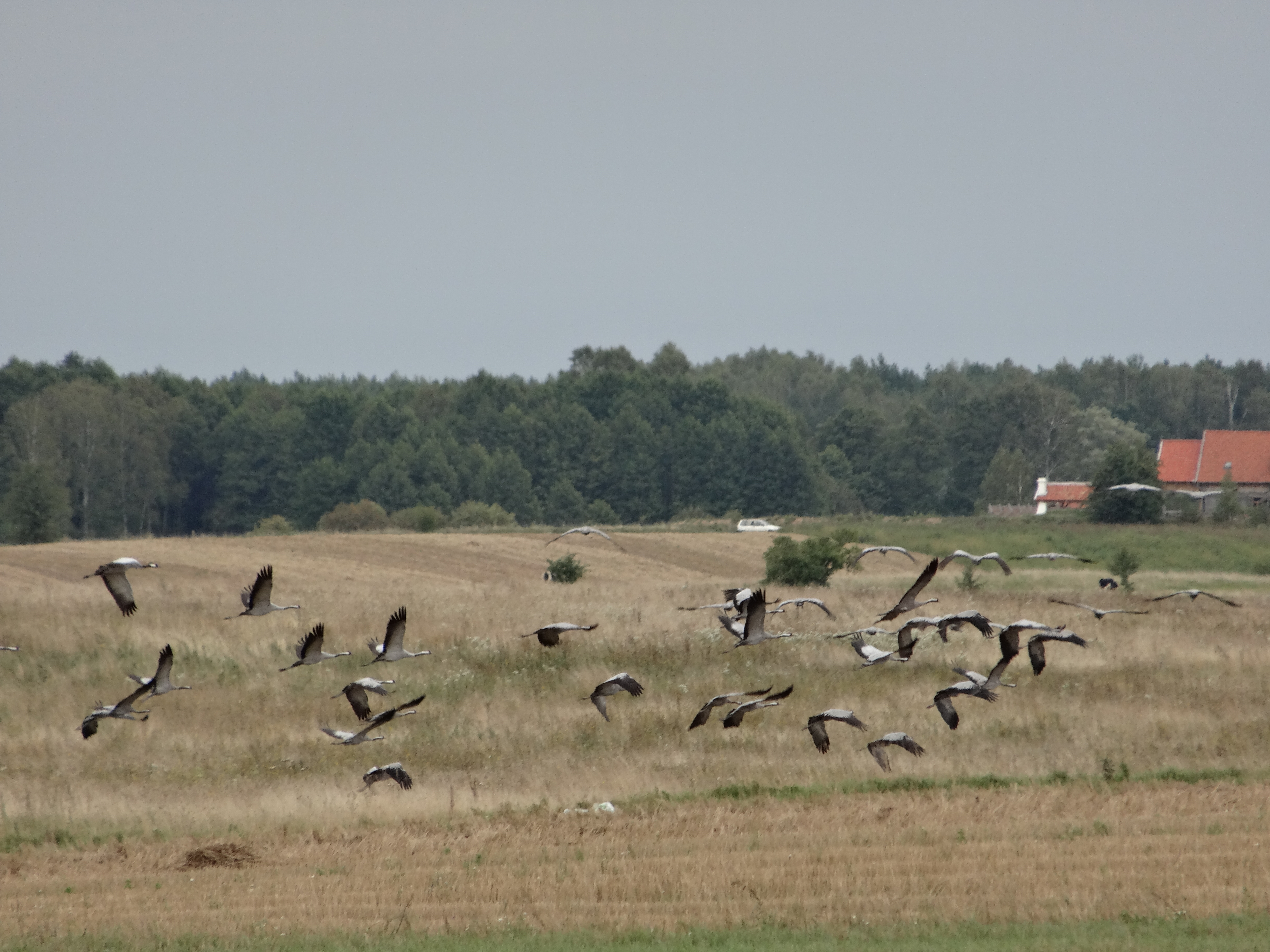
Kraniche im Landeanflug auf Zdory

## Geschichte
Im Jahre 1508 wurde der nach 1777 Sdoren und bis 1938 Sdorren genannte Ort vom Deutschen Ritterorden als Zinsdorf mit 60 Hufen gegründet. 
Das Dorf, dessen Windmühle ihm überörtliche Bedeutung verschaffte, wurde am 8. April 1874 Amtsdorf und namensgebend für einen neu errichteten Amtsbezirk mit neun eingegliederten Orten. Der Amtsbezirk Sdorren – am 15. November 1938 in „Amtsbezirk Dorren“ umbenannt – bestand bis 1945 und gehörte zum Kreis Johannisburg im Regierungsbezirk Gumbinnen (ab 1905: Regierungsbezirk Allenstein) in der preußischen Provinz Ostpreußen.
525 Einwohner waren im Jahre 1910 in Sdorren mit seinen Ortsteilen Lischijami (1938 bis 1945 Abbau Dorren, polnisch Lisie Jamy) und Wiska registriert. Ihre Zahl stieg bis 1933 auf 626. Am 3. Juni (amtlich bestätigt am 16. Juli) 1938 wurde Sdorren aus politisch-ideologischen Gründen der Abwehr fremdländisch klingender Ortsnamen in „Dorren“ umbenannt. Die Einwohnerzahl belief sich im Jahre 1939 auf 483.
In Kriegsfolge kam das Dorf 1945 mit dem gesamten südlichen Ostpreußen zu Polen und erhielt die polnische Namensform „Zdory“. Heute ist es Sitz eines Schulzenamtes (polnisch Sołectwo) und somit eine Ortschaft im Verbund der Stadt- und Landgemeinde Pisz (Johannisburg) im Powiat Piski (Kreis Johannisburg), bis 1998 der Woiwodschaft Suwałki, seither der Woiwodschaft Ermland-Masuren zugeordnet.
Zum Amtsbezirk Sdorren/Dorren (1874–1945) siehe

## Kirche

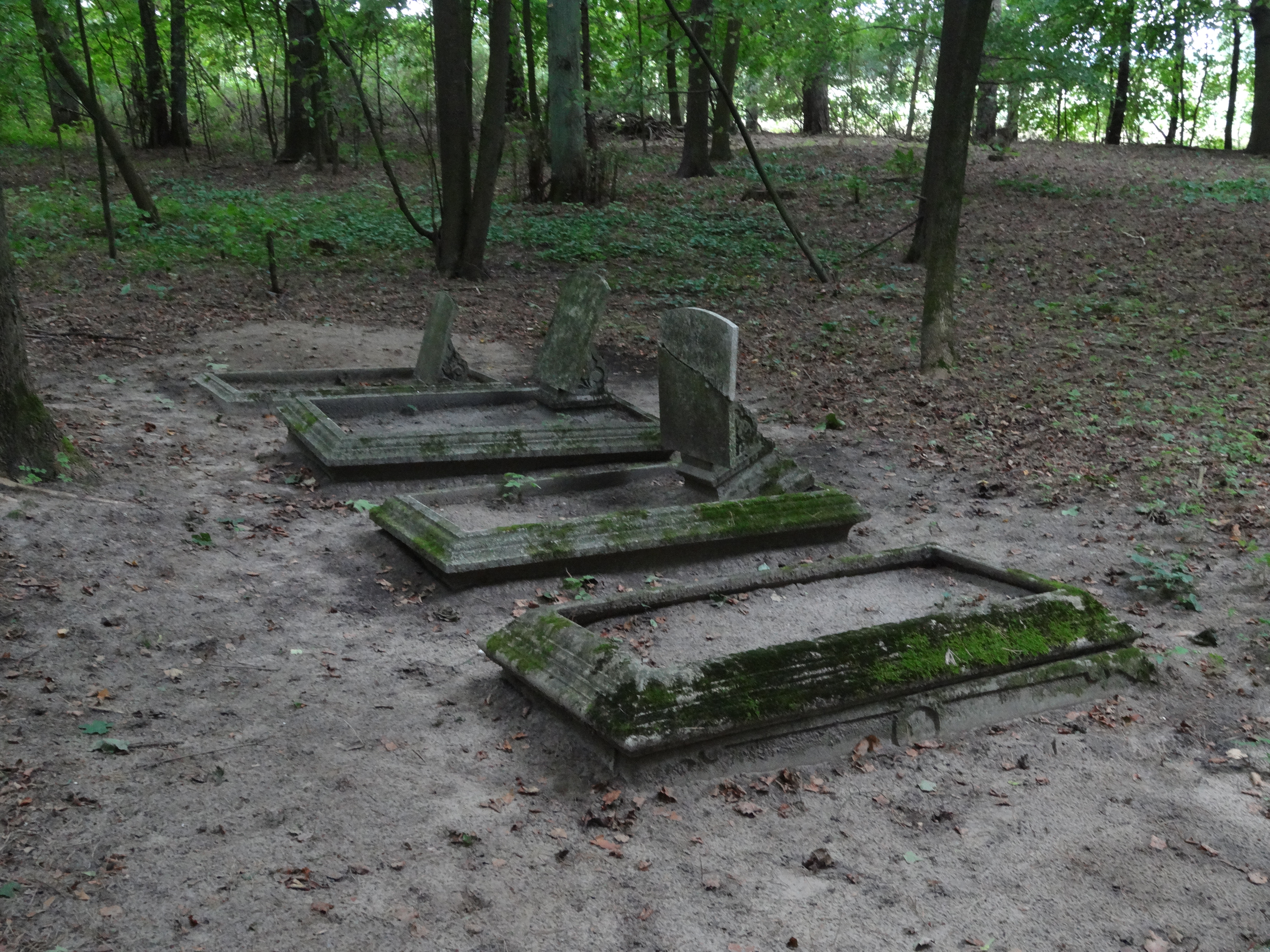
Verlassene Grabstätten auf dem früheren evangelischen Friedhof in Zdory

Vor 1945 war Sdorren resp. Dorren in die evangelische Kirche Adlig Kessel in der Kirchenprovinz Ostpreußen der Kirche der Altpreußischen Union sowie in die römisch-katholische Kirche in Johannisburg im damaligen Bistum Ermland eingepfarrt. 
Heute gehört Zdory katholischerseits zur Pfarrei Kociołek Szlachecki im Bistum Ełk der Römisch-katholischen Kirche in Polen. Die evangelischen Einwohner halten sich zur Kirchengemeinde in der Kreisstadt Pisz, die zur Diözese Masuren der Evangelisch-Augsburgischen Kirche in Polen gehört.

## Schule
Sdorren wurde 1737 ein Schulort.

## Verkehr
Zdory liegt westlich der polnischen Landesstraße 63 und ist von dort über Szczechy Wielkie (Groß Zechen) bzw. Kociołek Szlachecki (Adlig Kessel) zu erreichen. Ein Bahnanschluss besteht nicht mehr, seit in Kriegsfolge 1945 die Bahnstrecke Lötzen–Johannisburg mit der nächstgelegenen Bahnstation in Adlig Kessel aufgegeben wurde.